# Truncatella regina
Truncatella regina är en snäckart som beskrevs av Leslie Raymond Hubricht 1983. Truncatella regina ingår i släktet Truncatella och familjen Truncatellidae. Inga underarter finns listade i Catalogue of Life.